# バーナード・ジェンセン
バーナード・ジェンセン（Bernard Jensen、1908年3月25日 - 2001年2月22日)は、アメリカの医学博士。世界各国を歴訪、健康で長生きする秘訣を探求した。亡くなる92歳まで、現役の医師として人の健康のために尽くす。

## 略歴
健康的に暮らす方法を求める多くの患者のためにカリフォルニアに「ヒドゥン・ヴァレー・ランチ」を設立。
ここでは患者の治療と希望者に対し、講義と実地授業が行われている。
「長生きする人ほど、その暮らしぶりはシンプルだ」との持論を展開。
長生きの人たちは主として自然の野菜や果物など、加工されていない食物を食べ、揚げ物や肉は少量にし、規則正しい生活と適度の運動（労働）をし、明るく静かな満ち足りた気持ちで暮らしていると述べる。
「だれでも、人生を健康で心安らかに送る方法を知る必要がある」という信念に基づき、肉体と精神の両面での充実を重視している。
解毒の権威として有名であったが、さらにその地位を世界に認められるきっかけになったのは、次の出来事によるところが大きい。
チェルノブイリ原子力発電所事故の時、ロシア政府がアメリカに対し、是非バーナードをロシアに招きたいと嘆願。
医師として最初に、その弟子であるリンジー・ダンカンを連れ、チェルノブイリに入った。
その後、半年間滞在し、現地の被爆者の解毒に貢献、多くの被爆者を救った。
師匠は、コーンフレークの発明で著名な、ジョン・ハーヴェイ・ケロッグ。
現在、一番弟子のリンジー・ダンカンが、師の遺志を継ぎ、ジェネシス・ピュアという会社を設立し、3代に渡る研究をもとに開発したサプリメントをもって地球上の全人類の健康の実現を目指し活躍している。

## 著書
- バーナード・ジェンセン他 『汚れた腸が病気をつくる - 腸をクリーンにする究極的方法』　月村 澄枝訳、ダイナミックセラーズ出版、2009年、ISBN 4-8849-3277-3